# James Arness
James King Arness (Minneapolis, 26 de maio de 1923 - Los Angeles, 3 de junho de 2011) foi um ator estadunidense. Era o irmão do também ator, Peter Graves.
Arness ficou conhecido ao interpretar o delegado Matt Dillon na série "Gunsmoke", papel este recusado por John Wayne, e ostentou, por anos, o recorde de papel interpretado por mais tempo por um único ator em horário nobre. Também atuou em filmes, como "Serras Sangrentas" (1950), "O monstro do Ártico" (1951) e "Na sombra do disfarce" (1953)
Combatente na Segunda Guerra Mundial, serviu na Itália e no desembarque de tropas em Anzio, foi eleito o primeiro a desembarcar para testar a profundidade da água, isto porque era o mais alto da tropa (2,01 mt). Sua intenção era servir como piloto na USAF, mas devido a altura, isso não foi possível, além de ter problemas na visão.